# Cinesi d'oltremare
Con il termine Cinesi d'oltremare o anche diaspora cinese (cinese semplificato: 海外华人; cinese tradizionale: 海外華人; pinyin: Hǎiwài Huárén) si intendono le persone di nascita o discendenza cinese che vivono fuori dalla Cina. In questo gruppo si possono far rientrare anche gli individui di parziale ascendenza cinese che vivono fuori dalla Cina.
Il termine "Cinesi d'oltremare" può riferirsi in senso stretto a quelli di etnia Han o, in senso più ampio, a tutti i 56 gruppi etnici riconosciuti della Cina, intesi come parte dei cosiddetti Zhonghua minzu (中华民族 cittadini di nazionalità cinese). Ad esempio, i membri della diaspora tibetana possono viaggiare in Cina con dei lasciapassare concessi a certi Cinesi d'oltremare. Nel Sud-est asiatico e particolarmente in Malesia e Singapore, lo stato classifica i Peranakan come cinesi malgrado la loro parziale assimilazione nella cultura malese.
Come già detto, il concetto di Cinesi d'oltremare è piuttosto elastico: soprattutto nel caso dei Cinesi di etnia non Han, si possono fissare dei criteri più o meno selettivi, che hanno in gran parte a che fare con l'atteggiamento delle persone stesse rispetto alla loro cultura d'origine. Questo può accadere se ci sono prove di discendenza da gruppi che vivono dentro o sono originari dalla Cina, se le persone conservano ancora la loro cultura, si identificano con la cultura cinese, o riconoscono la loro origine sebbene non siano classificate come Cinesi di etnia Han. In questo ambito più ristretto, i Cinesi d'oltremare delle "minoranze etniche" ammontano a circa 7 milioni, ossia l'8,4% della popolazione totale all'estero.

## Terminologia
La lingua cinese ha vari termini equivalenti all'italiano "Cinesi d'oltremare", che si riferisce ai cittadini cinesi residenti in paesi diversi dalla Cina: Huáqiáo (cinese semplificato: 华侨; cinese tradizionale: 華僑; pinyin: Huáqiáo) o Hoan-kheh in hokkien (cinese: 番客).
Huáyì (cinese semplificato: 华裔; cinese tradizionale: 華裔; Pe̍h-ōe-jī: Hôa-è) si riferisce ai Cinesi etnici residenti fuori dalla Cina. Un altro termine spesso utilizzato è 海外华人 (Hǎiwài Huárén), una traduzione più letterale di Cinesi d'oltremare; è usata spesso dal governo della Repubblica Popolare Cinese (RPC) per riferirsi alle persone dei gruppi etnici cinesi che vivono fuori dalla RPC, indipendentemente dalla cittadinanza.
I Cinesi d'oltremare di etnia Han, come i Cantonesi, gli Hokkien o gli Hakka, chiamano i Cinesi d'oltremare 唐人 (Tángrén), pronunciato tòhng yàn in cantonese, Tn̂g-lâng in hokkien e tong nyin in hakka. Letteralmente, significa popolo Tang, un riferimento alla Cina della dinastia Tang quando questa stava dominando la Cina propriamente detta. È opportuno notare, comunque, che il termine è usato comunemente da Cantonesi, Hakka e Hokkien per riferirsi in modo colloquiale al popolo cinese, senza riferimenti particolari all'antica dinastia.

## Storia
Il popolo cinese ha una lunga storia di immigrazione all'estero. Una delle migrazioni risale alla dinastia Ming, quando Zheng He (1371-1435) diventò l'ambasciatore dei Ming. Egli inviò alcune persone - alcune delle quali Cantonesi e Hokkien - a fare esplorazioni e commerci nel Mar Cinese Meridionale e nell'Oceano Indiano.

### Ondate migratorie
Le diverse ondate immigratorie portarono alla formazione di sottogruppi tra i Cinesi d'oltremare come i nuovi e i vecchi immigranti nel Sud-Est Asiatico, in Nord America, Oceania, nei Caraibi, in America Latina, Sudafrica e Russia.
Nel XIX secolo l'età del colonialismo era al suo apice e incominciò la grande diaspora cinese. In molte colonie mancava un grande bacino di lavoratori. Nel frattempo, nelle province del Fujian e del Guangdong in Cina, si ebbe un'impennata dell'emigrazione come conseguenza della povertà e della rovina causate dalla rivolta dei Taiping. L'impero Qing fu costretto a consentire ai suoi sudditi di lavorare oltremare sotto le potenze coloniali. Molti Hokkien scelsero di lavorare in Asia sud-orientale (dove avevano legami precedenti che risalivano all'era Ming), come anche i Cantonesi. La città di Taishan nella provincia del Guangdong fu il punto di origine di molti dei migranti spinti da motivi economici. Per i paesi del Nord America e dell'Australasia, erano necessarie grandi quantità di manodopera per i lavori pericolosi nelle miniere dell'oro e nella costruzione delle ferrovie. La diffusa carestia nel Guangdong costrinse molti Cantonesi a lavorare in questi paesi per migliorare le condizioni di vita dei loro familiari. Alcuni Cinesi all'estero furono addirittura venduti in Sud America durante le Guerre tra i Clan Punti-Hakka (1855-1867) nel Delta del Fiume delle Perle nel Guangdong. Dopo la Seconda guerra mondiale molte persone dai Nuovi Territori di Hong Kong emigrarono nel Regno Unito (principalmente in Inghilterra) e nei Paesi Bassi per ottenere migliori condizioni di vita.
Dalla metà del XIX secolo in poi, l'emigrazione è stata diretta primariamente verso i paesi occidentali come gli Stati Uniti, il Canada, l'Australia, la Nuova Zelanda, il Brasile, e le nazioni dell'Europa Occidentale; come pure in Perù dove sono chiamati tusán, a Panama e in misura minore in Messico. Molti di questi emigranti che entravano nei paesi occidentali erano essi stessi Cinesi d'oltremare o erano di Taiwan o di Hong Kong, particolarmente dagli anni 1950 agli anni 1980, un periodo durante il quale la RPC poneva severe restrizioni al movimento dei suoi cittadini. Nel 1984, la Gran Bretagna acconsentì a trasferire la sovranità di Hong Kong alla RPC; questo innescò un'altra ondata di migrazione verso il Regno Unito (principalmente in Inghilterra), l'Australia, il Canada, gli USA, l'America Latina e altre parti del mondo. La protesta di piazza Tiananmen del 1989 accelerò ulteriormente la migrazione. L'ondata si calmò dopo il trasferimento della sovranità di Hong Kong nel 1997. Inoltre, molti cittadini di Hong Kong conservano la cittadinanza o hanno visti validi di altri paesi, così all'occorrenza possono lasciare Hong Kong con breve preavviso. In effetti, dopo l'incidente di piazza Tiananmen, le file per i visti d'immigrazione aumentarono in ogni consolato di Hong Kong. Presenze cinesi recenti si sono sviluppate in Europa, dove ammontano a quasi un milione, e in Russia, dove ammontano a oltre 600.000, concentrati nell'Estremo Oriente Russo. I Cinesi che emigrarono in Vietnam a partire dal XVIII secolo furono chiamati Hoa.
Si stima che solo 26.700 persone della vecchia comunità cinese rimangano ora in Corea del Sud. Tuttavia, a partire dalla metà degli anni 2000, sulla scia dell'aumento generale dei residenti stranieri (passati da 536.627 nel 2006 a 1.106.884 nel 2011), l'immigrazione dalla Cina continentale è cresciuta: 624.994 persone di nazionalità cinese sono immigrate in Corea del Sud, comprese 443.566 di discendenza coreana.
In anni recenti, la Repubblica Popolare Cinese ha costruito legami sempre più forti con le nazioni africani. Fino all'agosto 2007, si stimava che ci fossero 750.000 cittadini cinesi che lavoravano o vivevano per periodi prolungati in diversi paesi africani. Secondo le stime, 200.000 Cinesi etnici vivono in Sudafrica. In un articolo del 2007 sul New York Times, il Direttore della Camera di Commercio del Ciad stimava un "afflusso di 40.000 Cinesi negli anni a venire" in Ciad. Fino al 2006 circa 40.000 Cinesi vivevano in Namibia, 80.000 stimati in Zambia e 50.000 in Nigeria. Circa 100.000 Cinesi vivono e lavorano all'interno dell'Angola. Fino al 2009 35.000 lavoratori migranti cinesi vivevano in Algeria.
Vladivostok, il principale porto sul Pacifico e base navale della Russia, un tempo chiusa agli stranieri, a partire dal 2010 pullula di mercati, ristoranti e case commerciali cinesi. Gli esperti prevedono che la diaspora cinese in Russia aumenterà ad almeno 10 milioni entro il 2010 e che i Cinesi potranno diventare il gruppo etnico dominante nella regione dell'Estremo Oriente Russo fra 20 o 30 anni da ora. Altri esperti non prendono in considerazione tali storie, stimando i numeri dei Cinesi in Russia in meno di mezzo milione, la maggior parte dei quali sono operatori temporanei.
In Germania esiste una crescente comunità cinese, formata fino al 2010 da circa 76.000 persone. Si stima che tra 15.000 e 30.000 Cinesi vivano in Austria, compresa un'importante comunità cinese a Vienna.

## L'esperienza dei Cinesi d'oltremare
I Cinesi di solito identificano una persona in base all'origine etnica invece che in base alla nazionalità. Purché la persona sia di discendenza cinese, essa è considerata cinese, e se vive fuori della Cina, è un cinese d'oltremare. Questa visione si basa sul fatto che, dal punto di vista etnico, la popolazione della RPC è alquanto omogenea, essendo formata per circa il 92% da Cinesi Han. Di conseguenza, la maggior parte degli abitanti della RPC a volte ha difficoltà a comprendere l'esperienza dei Cinesi d'oltremare quale minoranza dei paesi ospitanti.

### Discriminazione
I Cinesi d'oltremare hanno talvolta sperimentato forme di ostilità e discriminazione.
Nei paesi con piccole minoranze cinesi, la disparità economica tra i Cinesi (tradizionalmente molto intraprendenti e attivi negli affari), e le popolazioni locali meno agiate può essere notevole. Ad esempio, nel 1998, i Cinesi costituivano appena l'1% della popolazione delle Filippine e il 3% della popolazione in Indonesia, ma il 40% dell'economia privata filippina e il 70% di quella indonesiana. Il libro World on Fire, descrivendo i Cinesi come una "minoranza dominante sul mercato", nota che "il dominio cinese sul mercato e l'intenso risentimento tra la maggioranza indigena è caratteristico virtualmente di ogni paese del Sud-est asiatico tranne la Thailandia e Singapore".
Questa asimmetria delle posizioni economiche ha alimentato sentimenti anticinesi tra le maggioranze più povere di quei paesi. A volte, gli atteggiamenti anticinesi diventano violenti, come nel cosiddetto incidente del 13 maggio 1969 in Malesia e nei tumulti di Giacarta del maggio 1998 in Indonesia, in cui morirono più di 2.000 persone, per la maggior parte rivoltosi bruciati vivi in un centro commerciale. Durante l'era coloniale, alcuni genocidi uccisero decine di migliaia di Cinesi.
Durante i massacri indonesiani del 1965-66, in cui morirono più di 500.000 persone, dei Cinesi etnici furono uccisi e le loro proprietà saccheggiate e bruciate in conseguenza del razzismo anticinese, con il pretesto che Dipa "Amat" Aidit aveva portato il Partito Comunista Indonesiano più vicino alla Cina. La legislazione anticinese era nella costituzione indonesiana fino al 1998.
Uno dei punti di maggiore frizione è l'apparente tendenza dei Cinesi d'oltremare a chiudersi all'interno delle loro comunità. Per esempio, si crede che i tumulti razziali anticinesi di Kuala Lumpur del 13 maggio 1969 e quelli di Giacarta del maggio 1998 siano stati motivati da queste percezioni basate su pregiudizi razziali. Nel 2006, i rivoltosi danneggiarono i negozi di proprietà di Cino-Tongani a Nukuʻalofa. I migranti cinesi furono evacuati dalle Isole Salomone lacerate dai tumulti.
Nei paesi in cui si sono prodotte queste tensioni, il rapporto conflittuale tra la comunità cinese e il resto della società è inevitabilmente al centro del dibattito politico, con posizioni contrapposte tra le due parti. Sotto questo aspetto, il caso della Malesia è emblematico: i Cinesi d'oltremare tendono a sostenere l'uguaglianza di trattamento e la meritocrazia, nell'aspettativa che non sarebbero discriminati nella competizione risultante per i contratti governativi, i posti all'università, ecc., mentre molti Malay "Bumiputra" ("figli nativi") si oppongono a questo con la motivazione che il loro gruppo ha bisogno di protezioni speciali per conservare la propria ricchezza. Queste posizioni sono tradotte in pratica attraverso azioni positive volte a favorire gli appartenenti alle minoranze, ma le contrapposizioni restano molto forti. Quella di quanto gli etnici Malay, Cinesi o altri siano "nativi" della Malesia è una questione politica sensibile. Attualmente è un tabù per i politici cinesi sollevare il tema delle protezioni Bumiputra in Parlamento, in quanto sarebbe considerato incitamento all'odio etnico.
Molti dei Cinesi d'oltremare che lavorarono alle ferrovie in Nord America nel XIX secolo soffrirono a causa della discriminazione in Canada e negli Stati Uniti. Sebbene le leggi discriminatorie siano state abrogate o non siano oggi più in vigore, entrambi i paesi avevano un tempo introdotto leggi che proibivano ai Cinesi di entrare nel paese, per esempio la Legge di esclusione dei Cinesi (Chinese Exclusion Act) degli Stati Uniti del 1882 (abrogata nel 1943) o la Legge sull'immigrazione cinese (Chinese Immigration Act) del Canada del 1923 (abrogata nel 1947).

### Assimilazione

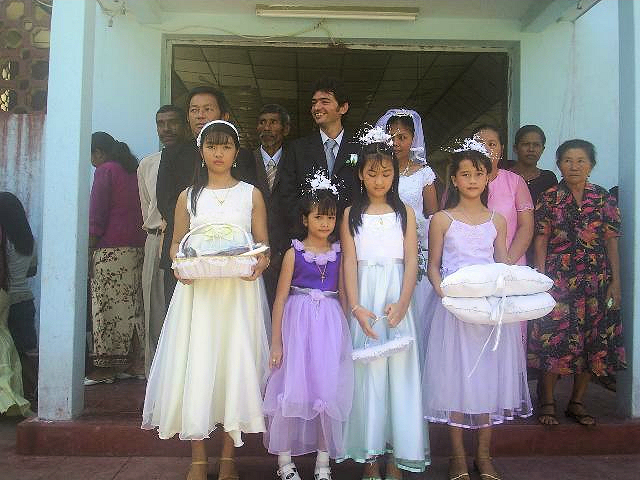
Hakka a un matrimonio a Timor Est, 2006

I Cinesi d'oltremare si diversificano ampiamente per quanto riguarda il loro grado di assimilazione, le loro interazioni con le comunità circostanti (vedi Chinatown) e le loro relazioni con la Cina. La questione è particolarmente interessante negli altri paesi del Sud-est asiatico.
La Thailandia ha la più grande comunità cinese all'estero ed è anche il caso più riuscito di assimilazione completa. Per oltre 400 anni, i Cino-Tailandesi si sono largamente sposati e assimilati con i loro compatrioti. L'attuale monarchia thailandese, la dinastia Chakri, fu fondata da re Rama I, che era lui stesso in parte cinese. Il suo predecessore, re Taksin della dinastia Thonburi, era a sua volta il figlio di immigranti cinesi della provincia di Guangdong e nacque con un nome cinese. In Myanmar, i Cinesi raramente contraggono matrimoni misti (anche tra diversi gruppi linguistici cinesi), ma hanno in larga parte adottato la cultura birmana, mantenendo contemporaneamente affinità con la cultura cinese. Tra il 1965 e il 1993, in Cambogia l'accesso ai ranghi dell'amministrazione statale era precluso a chi avesse un nome cinese, facendo che molte persone adottassero nomi locali. Indonesia e Myanmar erano tra i paesi che non permettono nomi di nascita registrati in lingue straniere, compreso il cinese. Ma dal 2003, il governo indonesiano ha consentito ai Cinesi d'oltremare di usare i loro nomi o cognomi cinesi sul certificato di nascita.
In Vietnam, i nomi cinesi sono pronunciati secondo le letture cino-vietnamite, che sono diverse da quelle mandarine. Ad esempio, il nome del presidente cinese, 胡锦涛 (pinyin: Hú Jǐntāo), sarebbe trascritto come "Hồ Cẩm Đào". Per confronto, nei paesi occidentali, i Cinesi d'oltremare usano generalmente versioni romanizzate dei loro nomi cinesi, ed è comune anche l'uso di nomi di battesimo locali.
D'altro canto, in Malaysia, Singapore e Brunei, i Cinesi all'estero hanno mantenuto un'identità comune distinta, anche se, all'interno di quelle società multiculturali, la velocità e la condizione di assimilazione ai locali è attualmente pari a quella di altre comunità cinesi (vedi Peranakan). Nelle Filippine molti Cinesi più giovani sono ben assimilati, mentre quelli più vecchi tendono a essere considerati "stranieri". I Cinesi hanno portato la loro influenza culturale anche ad altri paesi come il Vietnam, dove molti costumi cinesi sono stati adottati dai nativi vietnamiti.

## Lingua
L'uso delle lingue cinesi da parte dei Cinesi d'oltremare è stato determinato da un gran numero di fattori, comprese la loro ascendenza, il "regime di origine" dei loro antenati, l'assimilazione attraverso i cambiamenti generazionali e le politiche ufficiali del loro paese di residenza. La tendenza generale è l'aumento dei Cinesi di lingua mandarina tra i nuovi arrivi, che ne fa la lingua più comune delle Chinatown.

### Asia Sud-Orientale
Dentro l'Asia Sud-Orientale, la situazione linguistica dei Cinesi d'oltremare varia grandemente anche tra le nazioni limitrofe.

#### Singapore
A Singapore, una nazione con una popolazione in maggioranza di etnia cinese, il mandarino standard è riconosciuto come una delle sue lingue ufficiali, insieme ai caratteri cinesi semplificati, in contrasto con altre comunità cinesi d'oltremare che usavano quasi esclusivamente i caratteri cinesi tradizionali fino agli anni 1990, quando cittadini della RPC cominciarono ad emigrare in quantità sostanziali e portarono con sé l'uso dei caratteri cinesi semplificati. Sebbene i Cinesi etnici a Singapore siano prevalentemente di discendenza Hokkien, il governo di Singapore scoraggia l'uso di lingue cinesi diverse dal mandarino standard attraverso la "Campagna parla mandarino" (Speak Mandarin Campaign), un'iniziativa annuale in vigore dal 1979 e volta appunto a incentivare la diffusione del mandarino. La politica ufficiale di Singapore ha anche un impatto sul vicino Johor, nella Malesia Peninsulare, dove il mandarino è parlato prevalentemente tra le comunità cinesi del luogo. Poiché il governo di Singapore promuove attivamente l'inglese come la lingua comune di quella società multirazziale, i giovani Singaporeani cinesi sono per la maggior parte bilingui in mandarino e in inglese.

#### Malesia
I Cinesi malesi parlano un'ampia varietà di dialetti e il mandarino, essendo la loro presenza concentrata intorno a particolari centri metropolitani: i gruppi di Penang, Klang, Kelantan e Malacca sono prevalentemente di lingua hokkien (Penang ha la sua versione dell'hokkien, come pure Kelantan); i gruppi di Kuala Lumpur, Seremban, Kuantan e Ipoh sono prevalentemente di lingua cantonese hakka; mentre nella Malesia Orientale (Borneo malese), l'hakka e il cinese standard sono ampiamente parlati, tranne che a Sibu, dove è predominante il dialetto di Fuzhou, e a Sandakan, dove si parla cantonese. Indipendentemente dalla località, tuttavia, le generazioni più giovani tendono a parlare il cinese standard, che si insegna nelle scuole. Un numero significativo di Cinesi sono educati nelle scuole inglesi, dove si parla principalmente inglese. La maggior parte dei Cinesi malesi sanno parlare il malese, la lingua nazionale, e l'inglese, che è usato ampiamente negli affari.

#### Indonesia
I Cinesi etnici in Indonesia e in Thailandia erano stati assoggettati a politiche di assimilazione ufficiali e a volte draconiane, e come risultato molti di loro non conoscono più bene la lingua cinese (in particolare i Cinesi etnici che vivevano a Giava). I Cinesi che vivevano a Sumatra non rinunciavano ad alcuni dei loro dialetti. La maggior parte dei Cinesi a Medan, capoluogo della Sumatra settentrionale, sono ancora in grado di parlare hokkien creolo dentro la loro comunità. Questo è dovuto al numero di generazioni che hanno vissuto in Indonesia e alla loro esposizione all'assimilazione culturale. La maggior parte dei Cinesi etnici che vivono a Giava hanno una lunga linea (10 generazioni) di progenitori prima di loro, mentre i Cinesi che vivono a Sumatra hanno una generazione relativamente breve di progenitori (4 o 5 generazioni). C'è anche una piccola popolazione di Cinesi Hakka in Indonesia, più in particolare nella provincia di Bangka-Belitung, Pontianak e Singkawang dove formano una parte significativa della popolazione, mentre nelle aree da Pontianak a Kendawangan sulla punta meridionale di Kalimantan Ovest sono popolate da parlanti teochew proprio come Bangkok, Thailandia. Rispetto alla loro identità, gli Indonesiani cinesi sono più indonesiani che cinesi.

#### Thailandia
La Thailandia è patria della più grande e integrata comunità di Cinesi d'oltremare. Come già detto in precedenza, l'attuale monarchia thailandese, la dinastia Chakri, fu fondata da re Rama I, che era lui stesso in parte cinese. Il suo predecessore, re Taksin della dinastia Thonburi, era il figlio di immigranti cinesi della provincia di Guangdong e nacque con un nome cinese. La maggioranza dei Primi Ministri in Thailandia sono di discendenza cinese. La maggioranza dei Cinesi in Thailandia vivono in città come Bangkok, Chiang Mai, Phuket, Hat Yai e Nakhon Sawan. Una grande maggioranza di loro appartengono al gruppo del dialetto teochew dei Cinesi Han. Un piccolo numero di Cinesi, appartenenti principalmente al gruppo del dialetto yunnanese, vivono anche nella parte settentrionale della Thailandia, che è in stretta vicinanza alla loro patria nella provincia cinese dello Yunnan. Il Charoen Pokphand Group, fondato dalla famiglia thai-cinese Chearavanont, è attualmente il più grande singolo investitore straniero in Cina.

#### Vietnam
La minoranza cinese in Vietnam è nota come Hoa. Il loro numero oscilla, secondo le stime ufficiali, intorno al milione di individui, ma altre fonti danno una cifra molto superiore, fino ad arrivare in alcuni casi a 2 milioni. In ogni caso, si tratta probabilmente del maggiore gruppo etnico del paese. Un gran numero di Cinesi (circa 600.000) vivono a Saigon e la maggior di loro parlano oggi cantonese, sebbene vi sia anche un vasto gruppo che parla teochew, facendo risalire la loro patria ancestrale alla provincia di Guangdong in Cina, da dove i loro antenati giunsero intorno al XVIII secolo.

#### Cambogia
I Cinesi sono un gruppo etnico visibile della Cambogia e costituiscono intorno al 7% della popolazione. Le etnie cinesi si possono vedere in tutte le città, in alcune delle quali sono le uniche presenti. La maggior parte dei Cambogiani cinesi appartiene ai gruppi dei dialetti hokkien e teochew. Molti Khmer studiano il cinese a scuola a fianco dei Sino-Khmer e dei Vietnamiti.

#### Laos
Il Laos è uno dei paesi etnicamente più diversificati del Sud-est asiatico: una situazione piuttosto sorprendente data la dimensione e la popolazione relativamente piccola di circa 6 milioni popolo, ma probabilmente dovuta alla sua collocazione, al suo territorio montuoso e al suo clima tropicale. Ci sono anche minoranze cinesi nel Laos, ma il numero esatto è difficile da accertare: la presenza cinese risale a secoli fa, tendendo a concentrarsi nelle città di Vientiane e Savannakhet.

#### Myanmar
Anche se i Cinesi birmani (o Birmani cinesi) costituiscono ufficialmente il 3% della popolazione, si ritiene che la cifra effettiva sia molto più alta. Tra le popolazioni cinesi sottostimate vi sono: quelli di discendenza mista; quelli che si sono registrati come Bamar per sfuggire alla discriminazione; gli immigranti cinesi illegali che si sono riversati nell'Alta Birmania fin dagli anni 1990 (fino a 2 milioni secondo alcune stime) ma non si contano a causa della mancanza di rilevazioni censuarie affidabili. I Cinesi birmani dominano oggi l'economia birmana. Essi hanno anche una presenza molto vasta nell'istruzione superiore birmana, e costituiscono un'alta percentuale della classe colta della Birmania. La maggior parte dei Cinesi birmani parlano birmano come lingua madre. Quelli con istruzione superiore parlano anche cinese e/o inglese. Prevale ancora l'uso dei dialetti cinesi. L'hokkien (un dialetto del min nan) è usato principalmente a Yangon come pure nella Bassa Birmania, mentre il taishanese (un dialetto yue affine al cantonese) e il mandarino yunnanese sono ben preservati nell'Alta Birmania.

#### Brunei
I Cinesi etnici, emigrati nel Brunei durante il periodo coloniale britannico, dominano oggi la piccola quota dei commerci non statali. La loro presenza è diminuita sensibilmente negli anni, passando dal 26% del totale della popolazione nel 1960 all'attuale 11%, anche se alcune fonti propongono stime un po' più alte. Alcuni Cinesi sono musulmani; un numero considerevole sono cristiani e il resto taoisti o buddhisti. Tra le lingue cinesi parlate nel Brunei vi sono, in ordine decrescente, min man, mandarino, min dong, yue e hakka. Molti Cinesi usano a casa anche l'inglese. Quasi la metà di loro sono ancora residenti temporanei, mentre meno di un quarto sono cittadini. La difficoltà di ottenere la cittadinanza locale, le limitazioni che ne derivano, ad esempio nell'accesso all'occupazione o alla proprietà fondiaria, oltre ad alcuni vincoli alla libertà di religione e all'uso della lingua, sono oggi il principale problema fronteggiato dalla comunità cinese. Per tali ragioni, molti Cinesi tendono sempre più spesso ad assimilarsi all'etnia dominante malese musulmana o ad emigrare, il che spiega il drastico calo della presenza rispetto a 40 anni fa.

#### Filippine
Le stime sulla presenza dei Cinesi etnici nelle Filippine (chiamati a volte Tsinoy) variano da 600.000 a 900.000, dei quali meno di 150.000 nati all'estero. Sotto Marcos, le procedure per la cittadinanza furono agevolate e molti Cinesi divennero cittadini. La maggior parte dei Sinofilippini più giovani, tuttavia, se la cavano meglio con l'inglese e il tagalog che con la loro lingua madre. L'etnia cinese deve oggi affrontare un problema di percezione, posto che molti Cinesi sono visti come ricchi uomini d'affari che, sostenuti da cartelli della madrepatria, hanno eliminato la concorrenza di altri gruppi. C'è, però, una numerosa classe operaia cinese nelle Filippine, ed esiste un forte divario tra Cinesi ricchi e poveri. Nel complesso, malgrado il persistere di taluni pregiudizi, la comunità cinese, dopo i problemi del passato, è oggi ben integrata nel paese.

### Nord America
Molte popolazioni cinesi d'oltremare in Nord America parlano qualche varietà del cinese. Negli Stati Uniti e in Canada, il cinese è la terza lingua più parlata. Il cantonese. è stato storicamente la varietà prevalente provenendo gli immigrati per la maggior parte dalla Cina meridionale dal XIX secolo fino a tutti gli anni 1980. Tuttavia, il cinese sta diventando sempre più prevalente a causa dell'apertura della RPC.
Almeno a New York, sebbene il mandarino sia parlato come lingua nativa solo tra il dieci per cento dei parlanti cinesi, è usato come dialetto secondario tra la maggior parte di loro ed è sul punto di sostituire il cantonese come loro lingua franca. Sebbene il cinese min sia parlato là nativamente da un terzo della popolazione cinese, non è usato come una lingua franca perché i parlanti degli altri gruppi dialettali non imparano il min.
A Richmond (parte dell'area metropolitana della Grande Vancouver in Canada), il 44% della popolazione è cinese. Parole cinesi si possono vedere dappertutto dalle banche locali alle drogherie. Nella più ampia area metropolitana censuaria di Vancouver, la presenza cinese raggiunge il 18% della popolazione. Similmente a Toronto, che è la più grande città del Canada, i Cinesi costituiscono l'11,4% della popolazione locale con percentuali più alte nei sobborghi di Markham, Mississauga e dentro la città nella sua parte est di Scarborough. In queste regioni i Cinesi formano rispettivamente fra il 20 e il 50% della popolazione totale. Il cantonese e il mandarino standard sono le lingue cinesi più popolari.
La crescita economica della Cina porta maggiori opportunità d'immigrazione ai Cinesi continentali. Un sondaggio del 2011 mostra che il 60% dei milionari cinesi progettano di emigrare, perlopiù negli USA o in Canada. Il visto per investimenti EB-5 permette a molti Cinesi potenti di cercare di ottenere la cittadinanza statunitense, e rapporti recenti mostrano che il 75% dei richiedenti di questo visto nel 2011 erano cinesi.

## Relazioni con la Cina
Sia la Repubblica Popolare Cinese che la Repubblica di Cina mantengono relazioni estremamente complesse con le popolazioni cinesi d'oltremare. Entrambe le nazioni hanno ministri membri del gabinetto che si occupano degli affari dei Cinesi d'oltremare, e molti governi locali all'interno della RPC hanno uffici per queste questioni. Tanto la RPC che la RDC, inoltre, prevedono una qualche forma di rappresentanza legislativa per i Cinesi all'estero. Nel caso della RPC, alcuni seggi del Congresso nazionale del popolo sono riservati ai Cinesi d'oltremare tornati in patria. Nello Yuan legislativo della RDC, vi erano un tempo otto seggi destinati ai Cinesi d'oltremare, che venivano distribuiti tra i partiti politici in base al totale dei loro voti a Taiwan. I partiti a loro volta assegnavano i seggi ai lealisti del partito dei Cinesi d'oltremare. Adesso, i partiti politici della RDC possono formalmente ancora assegnare seggi nello Yuan legislativo ai Cinesi espatriati, ma si chiede loro di non farlo. La maggior parte di questi membri eletti nello Yuan legislativo possiedono la doppia cittadinanza, ma devono rinunciare a quella straniera prima di assumere la carica con il giuramento.
I Cinesi della diaspora hanno talvolta giocato un ruolo importante nella politica cinese. La maggior parte dei fondi per la rivoluzione cinese del 1911 vennero dalle comunità degli espatriati.
Durante gli anni 1950 e 1960, la RDC tendeva a cercare il sostegno della comunità cinesi d'oltremare attraverso le filiali del Kuomintang, riprendendo la strategia di Sun Yat-sen di usare le comunità degli espatriati cinesi per raccogliere i fondi per la sua rivoluzione. Durante questo periodo, la Repubblica Popolare Cinese tendeva a guardare con sospetto i Cinesi d'oltremare come possibili infiltrati capitalisti, ritenendo più importante sviluppare le relazioni con le nazioni del Sud-est asiatico che ottenere il sostegno delle comunità all'estero, e nella dichiarazione di Bandung affermò espressamente i Cinesi d'oltremare dovevano la loro lealtà primaria alla nazione in cui risiedevano. Dall'altra parte, i Cinesi d'oltremare nelle nazioni di residenza erano spesso perseguitati per legami presunti o inventati con la "Cina comunista". Questa accusa fu usata ad esempio come pretesto per giustificare i massacri dei Cinesi etnici in Indonesia e in altri paesi dell'Asia sud-orientale.
Dopo le riforme di Deng Xiaoping, l'atteggiamento della RPC verso i Cinesi d'oltremare cambiò drasticamente. Anziché essere visti con sospetto, cominciarono a essere considerati come persone che potevano aiutare lo sviluppo della Cina attraverso le loro capacità e i loro capitali. Durante gli anni 1980, la RPC tentò attivamente di "corteggiare" l'appoggio dei Cinesi d'oltremare, ad esempio restituendo loro le proprietà che erano state confiscate dopo la rivoluzione del 1949. Negli ultimi anni la politica della RPC ha tentato di mantenere il sostegno dei Cinesi emigrati recentemente, che sono prevalentemente Cinesi che vanno a studiare nelle università occidentali. Molti Cinesi all'estero stanno ora investendo nella Cina continentale fornendo risorse finanziarie, reti di contatti sociali e culturali e vari tipi di opportunità. Tuttavia, alcune diffidenze tra i Cinesi della madrepatria e quelli all'estero ancora rimangono.
Secondo l'articolo 5 della Legge sulla cittadinanza della Repubblica Popolare Cinese: "Qualsiasi persona nata all'estero i cui genitori siano cittadini cinesi o uno dei cui genitori sia cittadino cinese deve avere la cittadinanza cinese. Ma una persona i cui genitori siano entrambi cittadini cinesi e si siano entrambi stabiliti all'estero, o uno dei cui genitori sia cittadino cinese e si sia stabilito all'estero e abbia acquisito la cittadinanza straniera alla nascita, non deve avere la cittadinanza cinese". Al contrario, la Legge sulla cittadinanza della Repubblica di Cina, che consente la doppia cittadinanza, considera queste persone come cittadini della RDC.

## Numeri attuali
Ci sono oltre 40 milioni di Cinesi d'oltremare, che vivono perlopiù nel Sud-est asiatico dove costituiscono la maggioranza della popolazione di Singapore e minoranze significative nelle popolazioni in Thailandia, Malaysia, Indonesia, Brunei, Filippine e Vietnam. Le popolazioni d'oltremare in quelle aree arrivarono tra il XVI e il XIX secolo, perlopiù dalle province marittime di Guangdong e di Fujian, seguite da quella di Hainan. Vi erano incidenze di emigrazioni anteriori dal XV secolo in particolare in Malacca.
Le aree urbane con ampie popolazioni cinesi includono Bangkok con 2.900.000 (censimento 2009, solo residenti registrati), Singapore con 2.800.000 (censimento 2010), Kuala Lumpur con 612,277 (censimento 2000, solo la città), Penang con 650.000 (2005), Giacarta con 528.300 (censimento 2010), Area metropolitana di New York con 665.714 e l'Area statistica combinata San Jose-San Francisco-Oakland con 562.355 (2009), nonché la Grande area di Toronto con 486.300 (censimento 2006, area metropolitana).

## Statistiche
| Continente / paese                    | Popolazione cinese d'oltremare | Anno dei dati |
| ------------------------------------- | ------------------------------ | ------------- |
| Africa                                | 925.000+                       |               |
| Sudafrica                             | 350.000                        | 2009          |
| Angola                                | 100.000                        | 2007          |
| Egitto                                | 100.000                        | 2006          |
| Zambia                                | 80.000                         | 2006          |
| Madagascar                            | 60.000                         | 2007          |
| Nigeria                               | 50.000                         | 2008          |
| Etiopia                               | 45.000                         | 2010          |
| Mauritius                             | 30.000                         | 2007          |
| La Riunione                           | 25.000                         | 1999          |
| Mozambico                             | 12.000                         | 2007          |
| Kenya                                 | 10.000                         | 2007          |
| Kenya                                 | 35.000                         | 2009          |
| Tanzania                              | 10.000                         | 2008          |
| Ghana                                 | 7.000                          | 2008          |
| Botswana                              | 6.000                          | 2009          |
| Camerun                               | 2.000                          | 2008          |
| Senegal                               | 2.000                          | 2008          |
| Seychelles                            | 1.000                          | 1999          |
| Continente / paese                    | Popolazione cinese d'oltremare | Anno dei dati |
| Asia/Medio Oriente                    | 30,100,000+                    |               |
| Thailandia                            | 7.053.240                      | 2005          |
| Malaysia                              | 6.390.900                      | 2010          |
| Indonesia                             | 2.832.510                      | 2010          |
| Singapore                             | 2.794.000                      | 2010          |
| Vietnam                               | 1.200.000                      | 2005          |
| Cambogia                              | 1.180.000                      | 2008          |
| Filippine                             | 1.100.000                      | 2005          |
| Birmania                              | 1.100.000                      | 2005          |
| Corea del Sud                         | 696.8612                       | 2010          |
| Giappone                              | 655.3771                       | 2008          |
| Kazakistan                            | 300.000                        | 2009          |
| India                                 | 189.470                        | 2005          |
| Laos                                  | 185.765                        | 2005          |
| Emirati Arabi Uniti                   | 180.000                        | 2009          |
| Brunei                                | 43.000                         | 2006          |
| Israele                               | 23.000                         | 2001          |
| Corea del Nord                        | 10.0002                        | 2009          |
| Pakistan                              | 10.000                         | 2009          |
| Sri Lanka                             | 3.500                          | ?             |
| Iran                                  | 3.000                          | --            |
| Kirghizistan                          | 1.813                          | 2009          |
| Mongolia                              | 1.323                          | 2000          |
| Continente / paese                    | Popolazione cinese d'oltremare | Anno dei dati |
| Europa                                | 2.775.000+                     |               |
| Russia                                | 998.000                        | 2005          |
| Francia                               | 700.000                        | 2010          |
| Regno Unito                           | 500.000                        | 2008          |
| Italia                                | 288.923                        | 2019          |
| Spagna                                | 128.022                        | 2008          |
| Paesi Bassi                           | 76.960                         | 2011          |
| Germania                              | 71.639                         | 2004          |
| Serbia                                | 20.000                         | 2008          |
| Irlanda                               | 16.533                         | 2006          |
| Danimarca                             | 10.247                         | 2009          |
| Bulgaria                              | 10.000                         | 2005          |
| Portogallo                            | 9.689                          | 2007          |
| Svezia                                | 14.134                         | 2010          |
| Finlandia                             | 7.546                          | 2010          |
| Rep. Ceca                             | 4.986                          | 2007          |
| Romania                               | 2.249                          | 2002          |
| Turchia                               | 1.000                          | 2009          |
| Continente / paese                    | Popolazione cinese d'oltremare | Anno dei dati |
| America                               | 7.080.000+                     |               |
| Stati Uniti                           | 3.800.000                      | 2009          |
| Canada                                | 1.300.000                      | 2006          |
| Perù                                  | 1.300.000                      | 2005          |
| Brasile                               | 151.649                        | 2005          |
| Panama                                | 135.000                        | 2003          |
| Cuba                                  | 114.240                        | 2008          |
| Argentina                             | 100.000                        | 2008          |
| Messico                               | 23.000                         | 2003          |
| Nicaragua                             | 12.000                         | --            |
| Suriname                              | 40.000                         | 2011          |
| Giamaica (bandiera)                   | 70.000                         | --            |
| Rep. Dominicana                       | 15.000                         | --            |
| Costa Rica                            | 7.873                          | 2009          |
| Cile                                  | 5.000                          | --            |
| Trinidad e Tobago                     | 3.800                          | 2000          |
| Guyana                                | 2.722                          | 1921          |
| Belize                                | 1.716                          | 2000          |
| Porto Rico                            | --                             | --            |
| Haiti                                 | 230                            | --            |
| Continente / paese                    | Popolazione cinese d'oltremare | Anno dei dati |
| Oceania                               | 877,400+                       |               |
| Australia                             | 669.896                        | 2006          |
| Nuova Zelanda                         | 147.570                        | 2006          |
| Samoa                                 | 30.000                         | --            |
| Papua Nuova Guinea                    | 20.000                         | 2008          |
| Figi                                  | 6.000                          | 2000          |
| Tonga                                 | 3.000                          | 2001          |
| Palau                                 | 1.019                          | 2001          |
| Totale popolazione cinese d'oltremare | ~40.000.000                    |               |

Note
1. Sono esclusi i cittadini giapponesi di etnia cinese.
2. Questo numero include 443.566 persone chiamate Joseonjok (조선족). I Joseonjok sono i Coreani che possiedono la cittadinanza cinese. I rimanenti, che sono Cinesi etnici, in Corea sono chiamati Hwagyo (화교).

## Chi ritorna

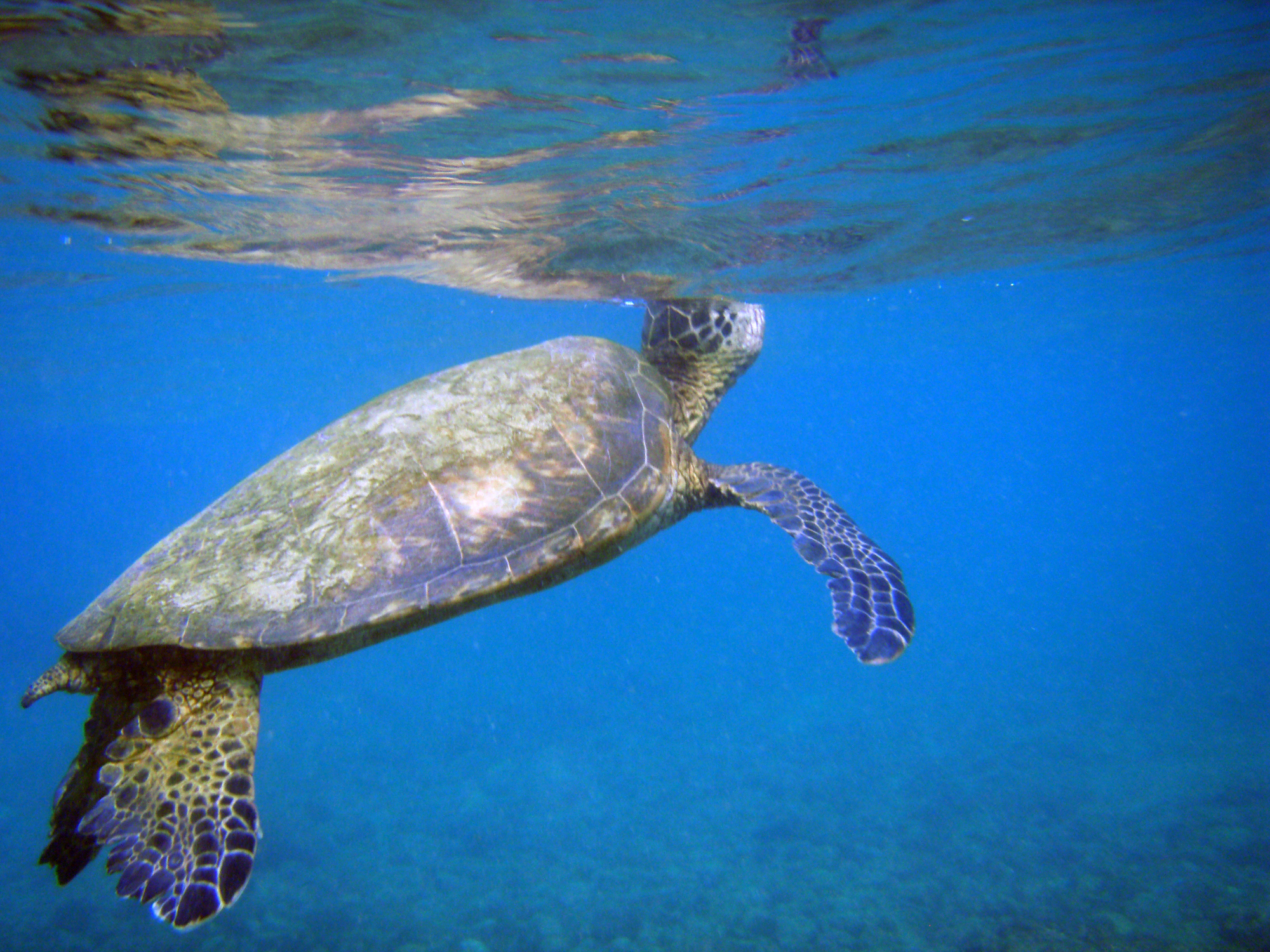
"Tartaruga marina" in cinese (海龟) è una parola di gergo che indica uno studente ritornato dall'estero

Una parte dei Cinesi emigrati all'estero nel corso degli anni hanno fatto ritorno in patria, anche se al riguardo non esistono statistiche precise. In alcuni casi il rientro è stato dovuto a cause di forza maggiore, come per molti Cinesi che vivevano in Indonesia o in Myanmar (Birmania), rimpatriati a motivo delle perduranti tensioni etniche e politiche di cui si è detto in precedenza. Certamente il fenomeno è aumentato negli ultimi anni, in concomitanza con la crisi economica che ha investito molti paesi, specie in Occidente, mentre in Cina l'economia ha continuato a crescere in modo sostenuto.
Tra i Cinesi espatriati che fanno poi ritorno in Cina, particolarmente interessante è il fenomeno dei cosiddetti haigui. Haigui (cinese: 海龟; pinyin: hǎiguī; letteralmente "tartaruga marina") è un termine gergale della lingua cinese che indica specificamente i Cinesi che sono ritornati nella Cina continentale dopo aver studiato all'estero per parecchi anni, ma il termine effettivo è 海归. Questi laureati di università straniere sono molto ricercati nell'industria cinese, e molti di loro sono ritornati in Cina proprio a causa della grande recessione negli Stati Uniti e in Europa. Secondo le statistiche del governo cinese, solo un quarto degli 1,2 milioni di Cinesi che sono andati all'estero a studiare negli ultimi 30 anni sono ritornati, anche se secondo altre fonti questo numero è aumentato negli ultimi dieci anni, che hanno visto il rientro di 500.000 persone. Questi giovani potrebbero trovare importanti opportunità nel deciso processo di modernizzazione che la Cina sta conoscendo da alcuni anni, sia pure con una serie di inevitabili contraddizioni, dovute anche al carattere fortemente accentrato di quella società.
D'altro canto, proprio gli haigui potrebbero offrire un contributo fondamentale alla modernizzazione, e molti di loro già stanno occupando alcuni dei posti chiave della società cinese. In un recente articolo sull'Economist si osservava ad esempio come l'industria tecnologica cinese sia dominata dalle "tartarughe marine", che controllano anche i think-tank che consigliano il governo e stanno scalando i ranghi del Partito Comunista, al punto che, secondo alcune stime, nel 2012 essi costituiranno il 15-17% del Comitato Centrale, rispetto al 6% del 2002. Questo potrebbe favorire anche la diffusione di idee più democratiche, anche se per ora pochi haigui si sbilanciano apertamente in questo senso.